# Jan van Foreest (1324-1349)
Jan van Foreest (genoemd 1324 - 1349), ambachtsheer van de Rijnlandse ambachtsheerlijkheid Middelburg, en leenman van de "Baten" onder Koudekerk aan den Rijn.
Jan van Foreest werd geboren als zoon van Herpert van Foreest (genoemd 1278 - overleden 1283). De naam van zijn moeder is onbekend. In 1327 trouwde hij met joncfr. Alijt (overleden ± 1350). Zij kregen drie zonen. De oudste zoon Herpert zou zijn vader opvolgen als ambachtsheer.
In opdracht van graaf Willem III van Holland nam Jan van Foreest in 1333 deel aan een plundertocht in het Sticht. Onder leiding van Willem van Duivenvoorde werd onder meer de stad Geyne verwoest. De Utrechtse bisschop Jan III van Diest sprak vervolgens de ban uit over de deelnemers, die in 1334 weer werd opgeheven.